# Véronique Cortier
Véronique Cortier (* 31. März 1978 in Troyes, Frankreich) ist eine französische Mathematikerin und Informatikerin. Sie ist Forschungsdirektorin am Centre national de la recherche scientifique (CNRS) und Mitglied des Laboratoire lorrain de recherche en informatique et ses applications an der Université de Lorraine in Nancy.

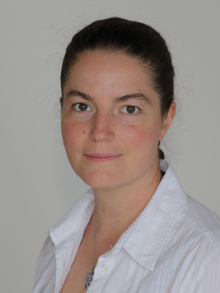
Véronique Cortier in Nancy (Frankreich) in 2017

## Leben und Werk
Cortier studierte von 1997 bis 2001 Mathematik und Informatik an der École normale supérieure Paris-Saclay und erwarb einen Master-Abschluss. 2003 promovierte sie dort bei Hubert Comon mit der Dissertation: Vérification automatique des protocoles cryptographiques. Sie trat 2003 dem französischen CNRS bei und schloss 2009 ihre Habilitation ab.  2010 wurde sie Forschungsdirektorin bei CNRS.

## Auszeichnungen
Cortier erhielt 2003 den Gilles-Kahn-Preis der Société informatique de France für die beste französische Dissertation in Informatik.  2004 gewann sie auch einen zweiten Dissertationspreis von Le Monde. 2015 gewann sie als zweite Frau den Young Researcher Award des Institut national de recherche en informatique et en automatique (INRIA) und der Französischen Akademie der Wissenschaften für ihre Arbeit an Belenios, einem sicheren elektronischen Abstimmungssystem. 2016 erhielt sie mit Antoine Dallon und Stéphanie Delaune den EASST (European association for the study of science and technology) best paper award auf der European Joint Conferences on Theory and Practice of Software 2016.

## Veröffentlichungen (Auswahl)
- Vérifier les protocoles cryptographiques. Technique et Science Informatique, Hermes Science, 24(1), S. 115–140, 2005. *Ces protocoles qui nous protègent. Tangente, Hors-série 26, S. 42–44, 2006.
- mit Cyrille Wiedling: A formal analysis of the norwegian e-voting protocol. Journal of Computer Security, 25(15777), S. 21–57, 2017.
- mit Rémy Chrétien, Antoine Dallon, Stéphanie Delaune: Typing Messages for Free in Security Protocols. ACM Transactions on Computational Logic, 21, 2019.
- mit Stéphanie Delaune, Graham Steel:A formal theory of key conjuring. In Proceedings of the 20th IEEE Computer Security Foundations Symposium (CSF’07), S. 79–93, Venice, Italy, Juli 2007. IEEE Computer Society Press.
- mit Steve Kremer: Formal Models and Techniques for Analyzing Security Protocols, volume 5 of Cryptology and Information Security Series. IOS, Press, 2011. * mit Claude Kirchner, Mitsuhiro Okada, Hideki Sakurada: Formal to practical Security, volume 5458 of Lecture Notes in Computer Science. Springer, springer edition, 2009.